# Archipel Tristan da Cunha
Pour les articles homonymes, voir Tristan da Cunha (homonymie) et Cunha.
L'archipel Tristan da Cunha est un archipel situé dans l'océan Atlantique Sud qui fait partie du territoire britannique d'outre-mer de Sainte-Hélène, Ascension et Tristan da Cunha.

## Géographie

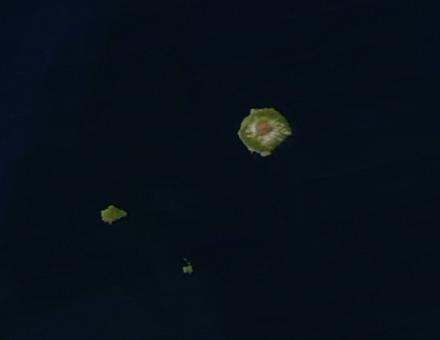
Vue satellite de l'archipel. L'île Tristan da Cunha est la plus grande île. À sa gauche se situent de haut en bas l'île Inaccessible et l'île Nightingale.

C'est l'archipel habité le plus isolé au monde. Les terres les plus proches dotées d'une population permanente sont l'île Sainte-Hélène (à 2 419 km vers le nord-nord-est) et la ville de Saldanha Bay en Afrique du Sud (à 2 777 km vers l'est), l'Amérique du Sud étant située à 3 242 km.
En comparaison Tristan da Cunha est plus isolée que l'île de Pâques, dont les terres émergées et peuplées les plus proches sont l'île Henderson située à « seulement » 1 915 km et qui fut brièvement colonisée par des Polynésiens au XVe siècle, Pitcairn à 2 076 km et le Chili à 3 515 km.
Il est constitué de cinq îles :
- l'île Tristan da Cunha, seule île habitée ;
- l'Île Nightingale ;
- l'Île Inaccessible ;
- Middle Island ;
- l'Île Stoltenhoff.

L'île Gough (aussi appelée Gonçalo Álvares), à 399 km au sud-sud-est de l'île Tristan da Cunha est également rattachée à ce territoire britannique d'outre-mer pour des raisons administratives.

## Histoire

### Découverte et explorations
L'archipel est découvert en 1506 par un marin portugais, Tristan da Cunha (Tristão da Cunha), qui donne son nom à la principale île. Il ne peut y accoster. Ilha de Tristão da Cunha est par la suite anglicisé en Tristan da Cunha. L'île Inaccessible et l'île Nightingale, à seulement 35 km au sud-ouest de l'île principale, ne sont découvertes qu'en 1652 par un navigateur hollandais. L'île Gough, la terre la plus éloignée du territoire, est découverte en 1506 par un autre navigateur portugais, Gonçalo Álvares (en) : elle est aussi appelée Gonçalo Álvares.
Le premier sondage de l'archipel est fait par la frégate française L'Heure du Berger en 1767. Des relevés sont pris et un sondage approximatif de la côte est fait. La présence d'eau à la grande chute d'eau de Big Watron et dans un lac sur la côte nord sont notées, et les résultats du sondage publiés par un hydrographe de la Royal Navy en 1781.

### Îles de Rafraîchissement
| Îles de Rafraîchissement                                         |                                                                    |
| Îles de Rafraîchissement (1811-1812) Islands of Refreshment (en) |                                                                    |
| Drapeau de Îles de Rafraîchissement(1811-1812)                   |                                                                    |
| Administration                                                   |                                                                    |
| Pays                                                             | Royaume-Uni                                                        |
| Territoire revendiqué                                            | L'île Tristan da Cunha, l'île Inaccessible et les îles Nightingale |
| Statut politique                                                 | Micronation                                                        |
| Capitale                                                         | Reception                                                          |
| Gouvernement                                                     | Monarchie                                                          |
| Souverain Mandat                                                 | Jonathan Lambert 1811-1812                                         |
| Démographie                                                      |                                                                    |
| Population                                                       | 4 hab. (1811-1812)                                                 |
| Densité                                                          | 0,02 hab./km2                                                      |
| Langue(s)                                                        | Anglais                                                            |
| Géographie                                                       |                                                                    |
| Coordonnées                                                      | 37° 09′ sud, 12° 18′ ouest                                         |
| Superficie                                                       | 207 km2                                                            |
| Divers                                                           |                                                                    |
| Monnaie                                                          | Pièce de huit (piastre)                                            |
|                                                                  |                                                                    |
| modifier                                                         |                                                                    |

Au début du XIXe siècle, des baleiniers américains fréquentaient les eaux voisines et, le 27 décembre 1810, un navire de Boston, le Baltic débarque un Américain du nom de Jonathan Lambert accompagné d'un Thomas Currie ou Tomasso Corri, à son service, et un troisième homme nommé Williams. Ce sont les trois premiers habitants permanents de Tristan. Ils sont bientôt rejoints par un quatrième, Andrew Millet.

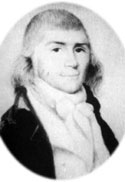
Jonathan Lambert (~1810).

Le 4 février 1811, Lambert fait passer une annonce dans le Boston Gazette se déclarant souverain et seul possesseur du groupe d'îles « fondant mon droit et ma revendication sur le motif rationnel et sûr de l'occupation absolue ». Il rebaptise l'île principale Islands of Refreshment, l'île Inaccessible et l'île Nightingale deviennent respectivement "Pintard Island" et "Lovel Island". Le 17 mai 1812, Lambert, Williams et Millet se noient en pêchant. Currie et deux autres hommes qui le rejoignent continuent à s'occuper de la culture des légumes, du blé et de l'avoine et à élever des porcs.

### Annexion britannique

Drapeau de Tristan da Cunha.

Armoiries de Tristan da Cunha.

Pendant la guerre de 1812 , les îles sont utilisées comme base par des vaisseaux américains poursuivant des navires marchands britanniques. Ceci et d'autres considérations exhortées par Charles Henry Somerset, alors gouverneur de la colonie du Cap en Afrique du Sud, conduisent le gouvernement britannique à annexer les îles en tant que dépendances de la colonie du Cap. La proclamation formelle d'annexion est faite le 14 août 1816, en partie aussi pour garantir que les Français ne puissent utiliser les îles comme base pour une opération de sauvetage afin de libérer Napoléon Bonaparte de sa prison de Sainte-Hélène.
L'implantation permanente débute en novembre 1817 quand le caporal William Glass obtient l'autorisation de rester sur l'île avec femme et enfants lors de sa démobilisation.
En 1961, une éruption volcanique impose l'évacuation de toute la population en Grande-Bretagne. Les habitants regagnent leur île en 1963. En 1970, Hervé Bazin (1911-1996) publie le roman Les bienheureux de La Désolation qui relate l'intégralité de cet épisode.
Composée d'environ 80 à 90 familles, la population de l'île trouve ses racines dans une poignée de premiers colons venus de Grande-Bretagne, des États-Unis et des Pays-Bas.
En novembre 2020, le gouvernement de Tristan da Cunha vote la loi de protection en aire marine protégée (interdiction de prospection minière, pêche à la drague etc.) de la quasi-totalité des eaux territoriales de l'archipel, soit 700 000 km2, en faisant à cette date la quatrième plus importante réserve marine au monde.
L'anglais est la langue officielle, mais les habitants parlent un dialecte, influencé par les accents cornique, écossais et britannique.

## Faune et flore
En 2001, le Tristan da Cunha Cetacean Sanctuary (sanctuaire baleinier de Tristan de Cunha) est créé, incluant les îles Tristan, Inaccessible, Nightingale et Gough. On y rencontre en effet nombre de cétacés : baleines, dauphins, orques, cachalots…
En 1995, les îles Gough et Inaccessible sont classées au patrimoine mondial par l'UNESCO en raison du grand nombre d'oiseaux marins nicheurs qui s'y trouvent, certains endémiques.
Le Râle atlantis (Atlantisia rogersi) de la famille des Rallidae, endémique de l'île Inaccessible, est le seul du genre Atlantisia. C'est le plus petit oiseau au monde incapable de voler, pesant de 34 à 49 g et d'une longueur de 13 à 15,5 cm.
L'île sert de sanctuaire à de nombreuses espèces d'oiseaux marins, dont l'albatros de Tristan, espèce en danger critique d'extinction, ainsi qu'à des phoques, des manchots et une faune marine rare et unique.

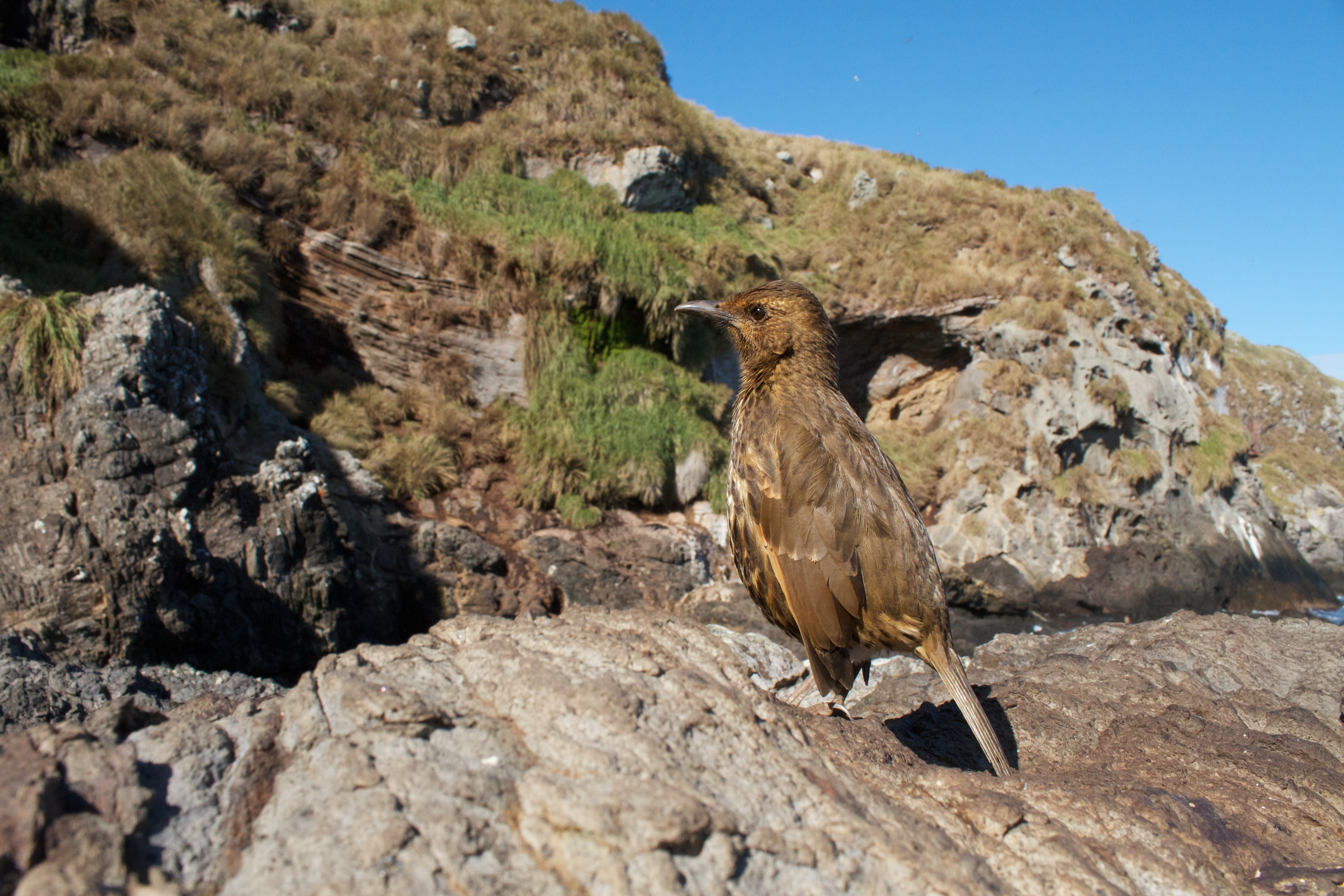
Grive de Tristan da Cunha, endémique de l'archipel.
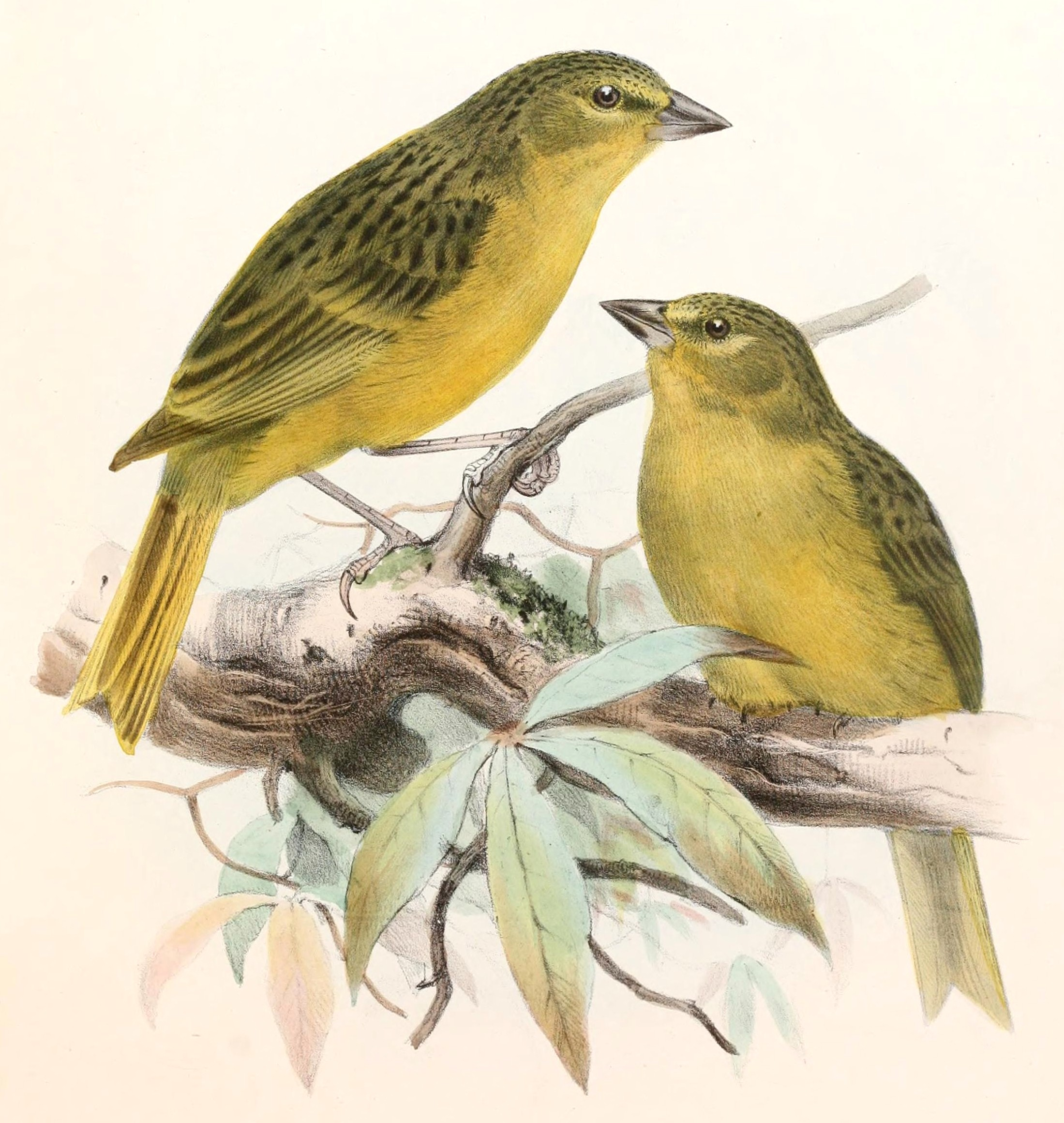
les nésospizes (genre Nesospiza) sont endémiques de l'archipel.
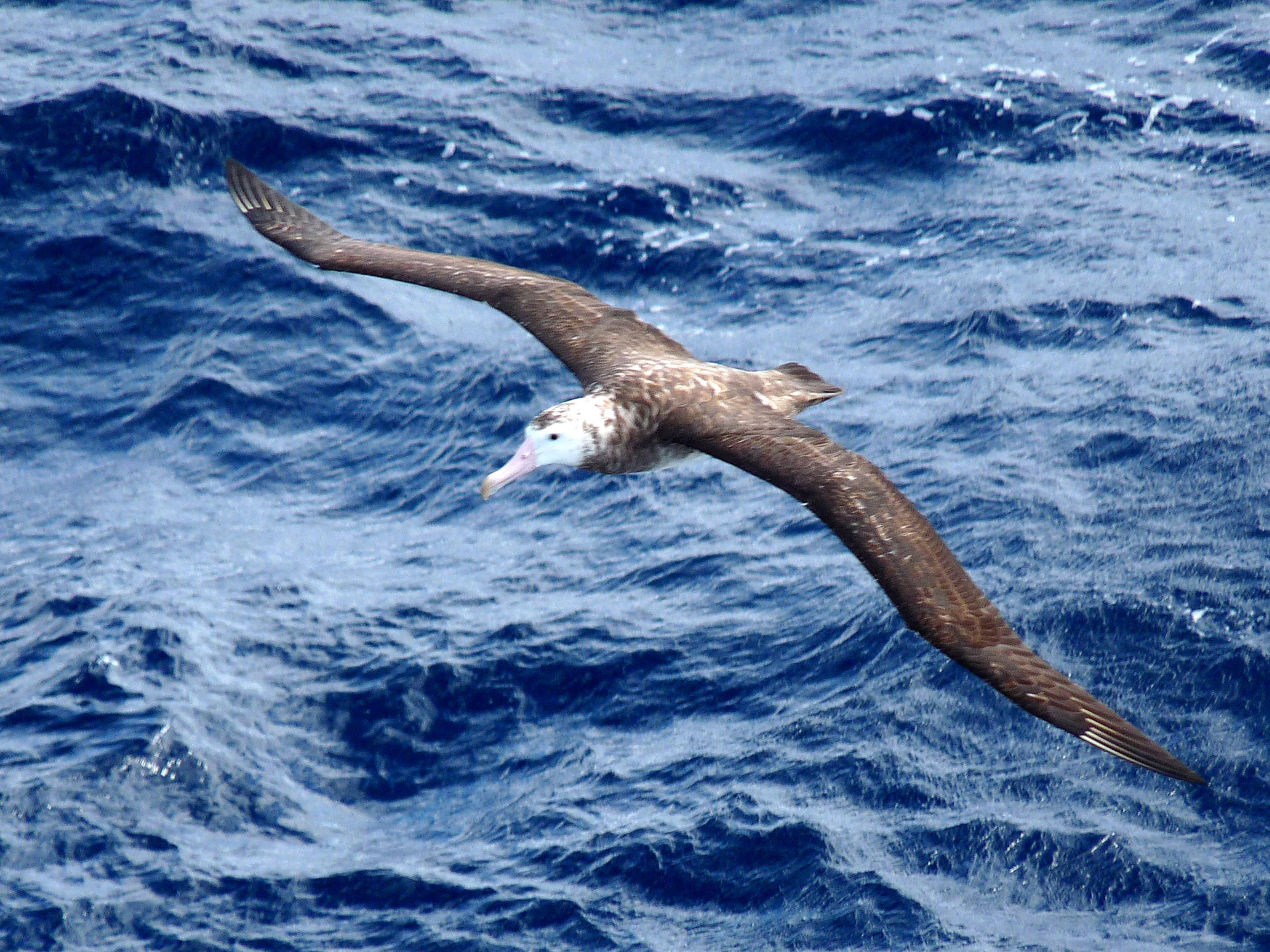
Albatros de Tristan da Cunha, endémique des îles Tristan et Gough.
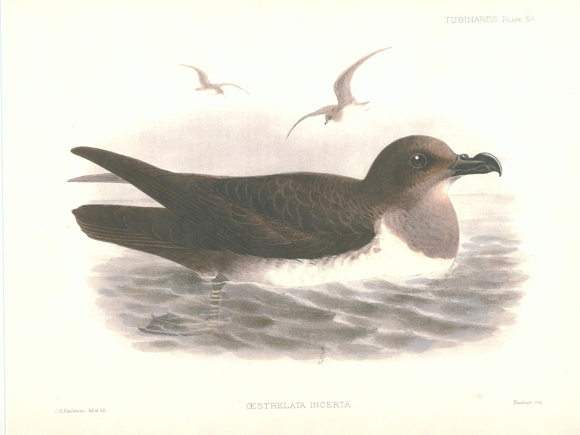
Pétrel de Schlegel, endémique des îles Tristan et Gough.
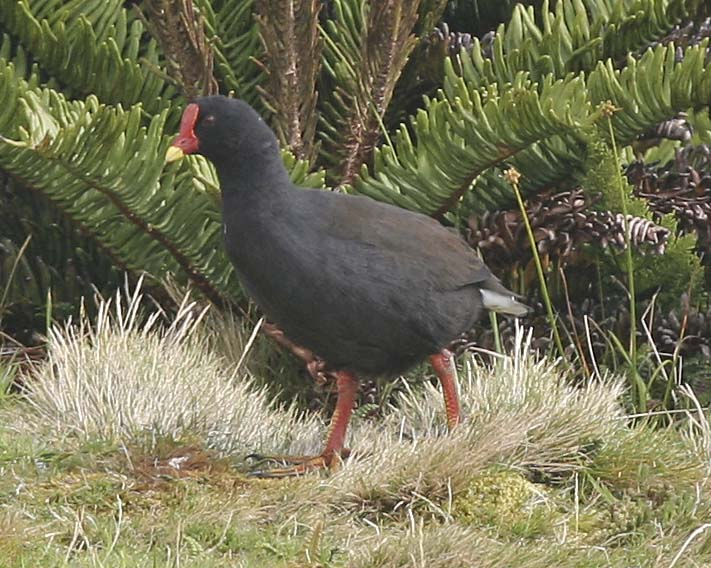
Gallinule de Gough, endémique de l'île Gough.
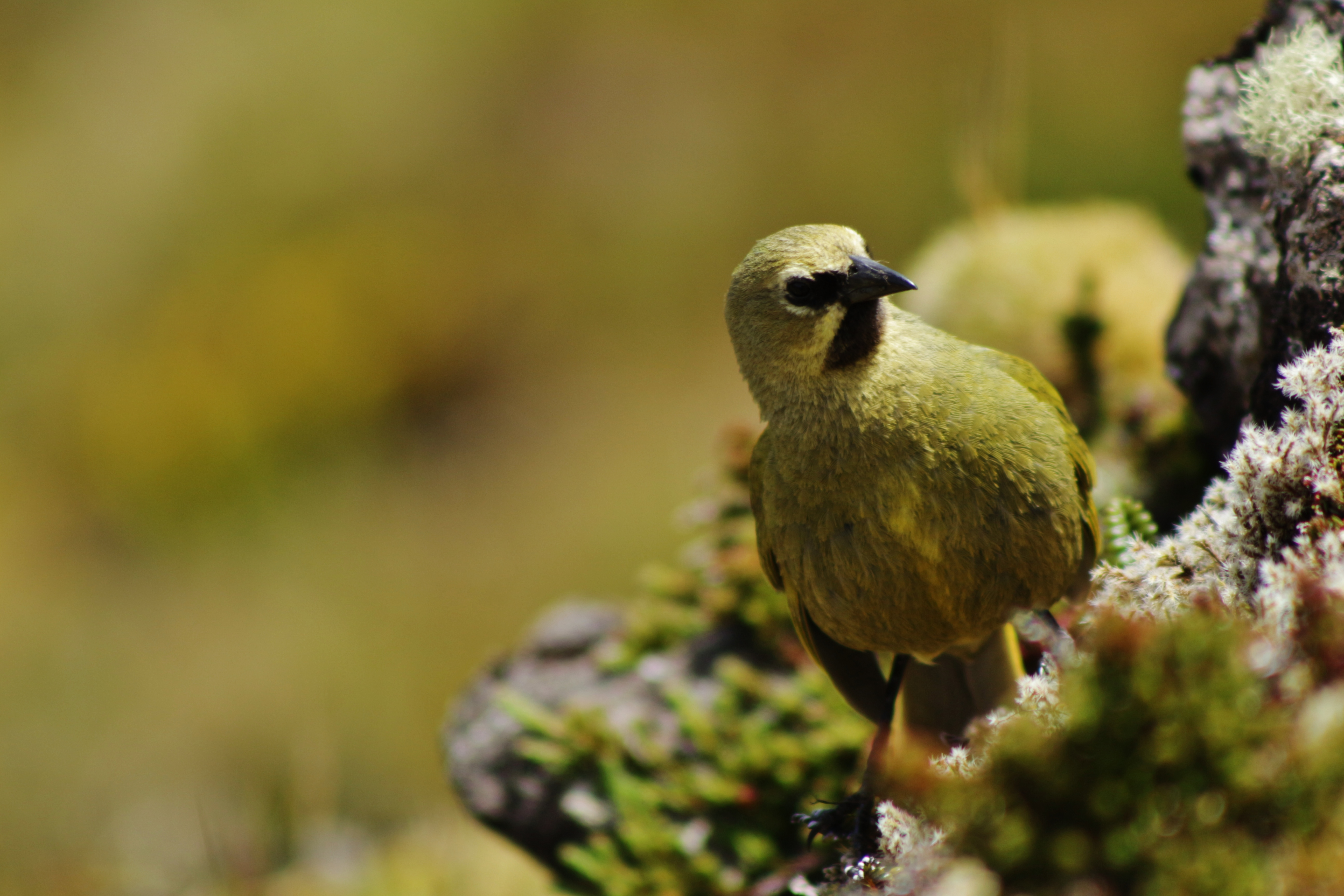
Rowettie de Gough, endémique de l'île Gough.
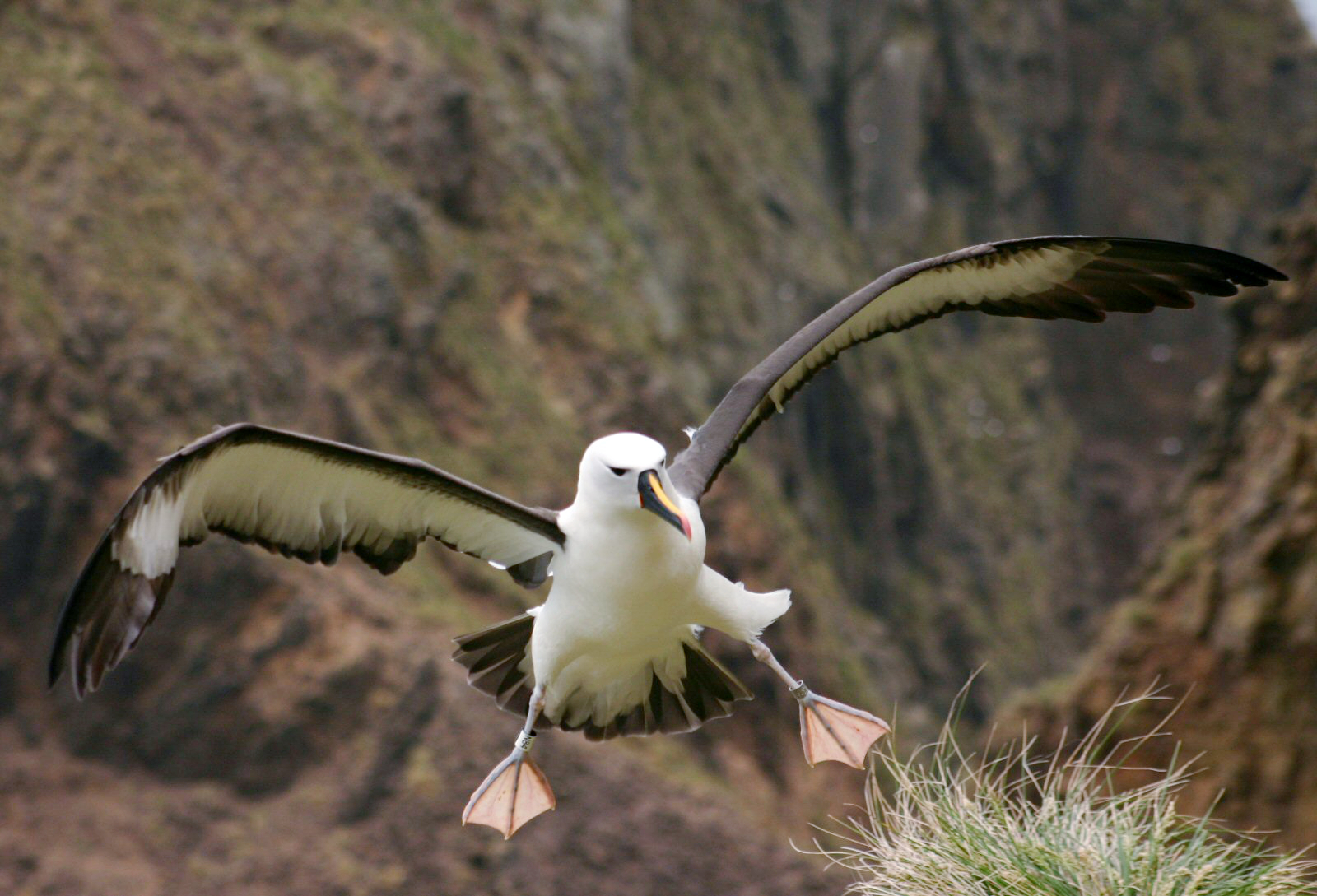
Albatros à nez jaune de l'océan Atlantique.
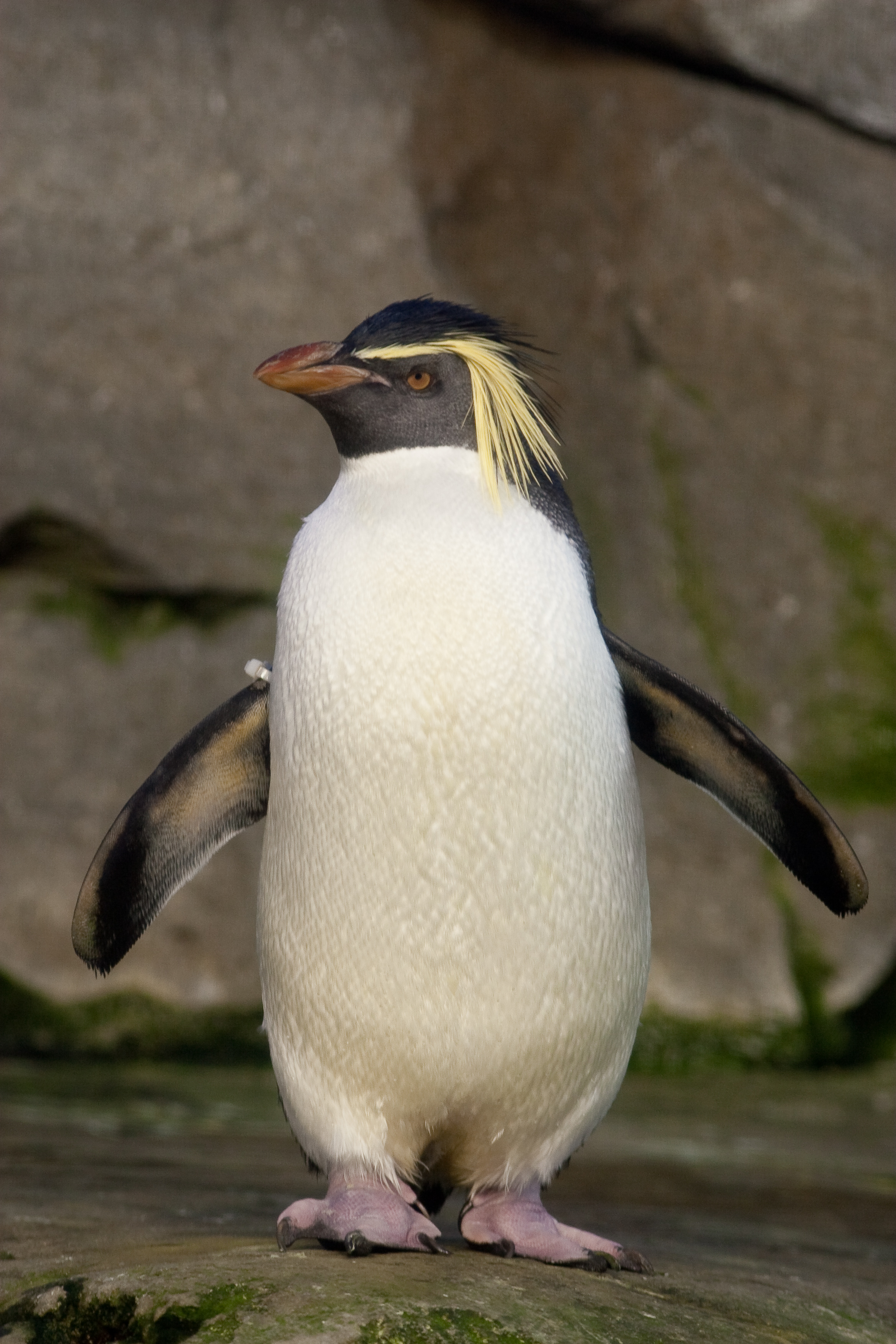
Gorfou de Moseley.
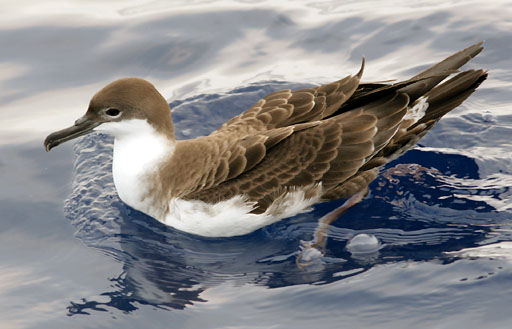
Puffin majeur.
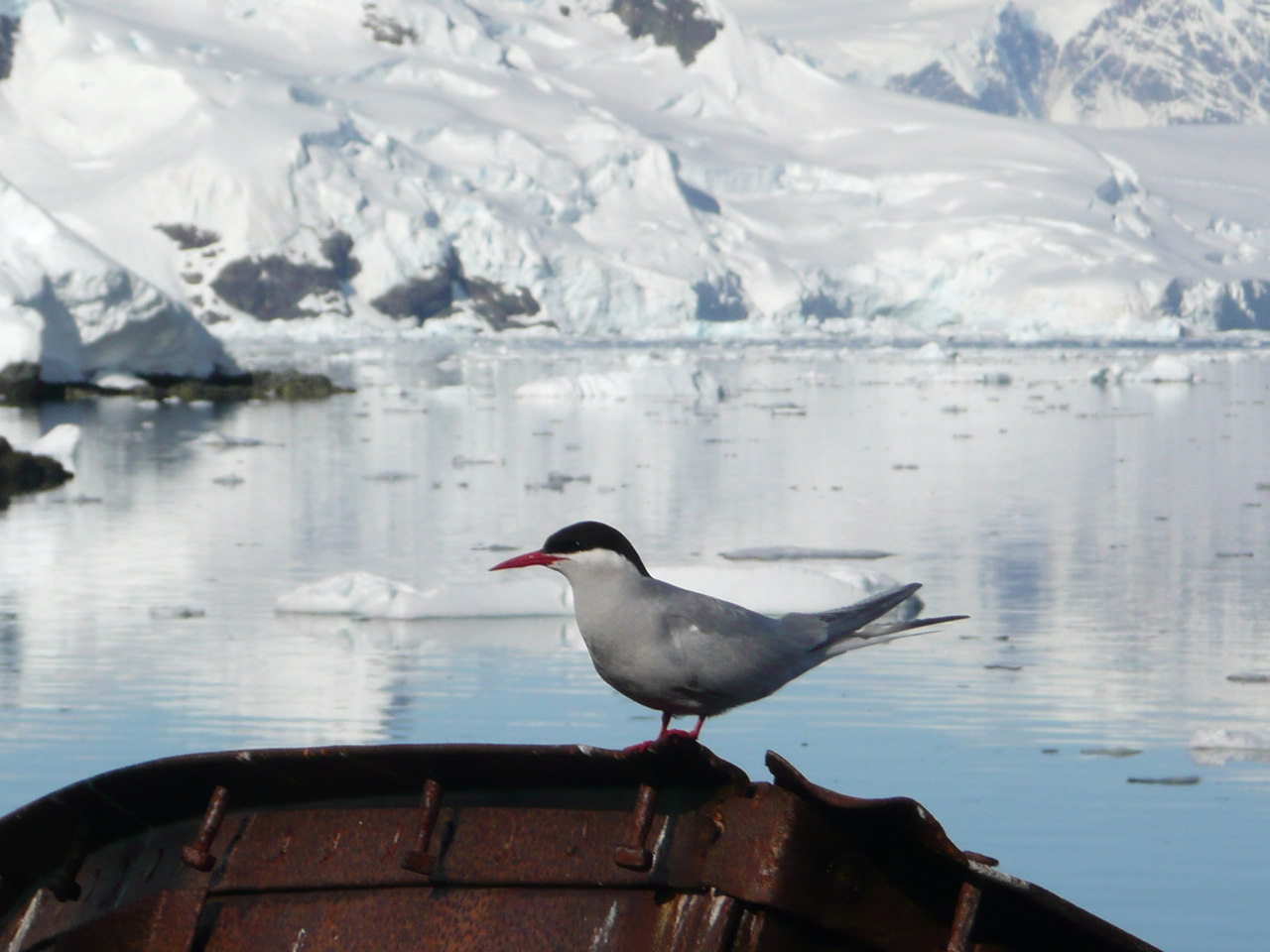
Sterne couronnée.
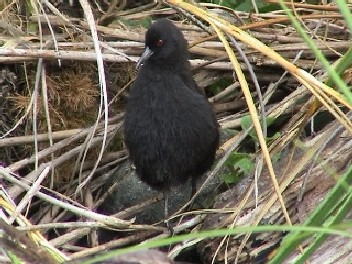
Râle atlantis.